# Koptologie
Die Koptologie ist ein wissenschaftliches Fachgebiet, das sich mit der koptischen Sprache, der koptischen Religion, der Kultur und der Geschichte der Kopten beschäftigt, einer ursprünglich in Ägypten beheimateten ethnisch-religiösen Gruppe. An Hochschulen gilt die Koptologie als so genanntes Kleines Fach. Die koptische Epoche bezeichnet den Zeitraum, der mit der Christianisierung Nordostafrikas, insbesondere Ägyptens und Nubiens beginnt und bis in die Gegenwart reicht.

## Studienfach
Als universitäres Studienfach wird es in Geistes- oder Kulturwissenschaftlichen, in Philosophischen und in Theologischen Fakultäten gelehrt. Vielfach wird die Koptologie innerhalb des Faches Ägyptologie angeboten, da das Koptische die letzte Sprachstufe der ägyptischen Sprache darstellt. Im Bereich der Kunst und materiellen Kultur gibt es starke Überschneidungen mit der Christlichen Archäologie und der Byzantinistik. In den letzten Jahren sind die Dozentenstellen an deutschsprachigen Universitäten im Fach Koptologie abgebaut worden; die Anzahl der Professuren (2) ist hingegen seit 1997 konstant geblieben.
Koptologie wird am Higher Institute of Coptic Studies in Kairo unterrichtet. Des Weiteren wird Koptologie als wesentlicher Bestandteil eines Orientalistik-Studiengangs oder als Doppelstudium mit Ägyptologie an folgenden Universitäten angeboten:
- Freie Universität Berlin
- Universität Göttingen
- Universität München
- Universität Münster
- Universität Genf
- Catholic University Washington

## Forschungsgebiete
Die Forschungsgebiete der Koptologie umfassen:
- die Erforschung der koptischen Sprache sowie der koptischen Manuskripte
- die christliche Archäologie von koptischen, nubischen Kirchen und Siedlungen (wobei die Ausgrabungen der koptischen Gebäude und Siedlungen von Christlichen Archäologen durchgeführt werden)
- das Studium der kulturellen Einflüsse auf die Koptische Kultur und deren Wechselwirkung mit anderen Kulturen
- Fragestellungen zur Ostkirchenkunde und Biblische Texte (Apokryphen)
- Studien zum Manichäismus und der Gnosis, da in der koptischen Sprache mit die ältesten Originaltexte vorliegen